# Марісса Нейтлінг
Марі́сса Лі́ Не́йтлінг (англ. Marissa Lee Neitling; нар. 8 травня 1984, Лейк-Освіго, Орегон, США) — американська акторка. Найбільш відома за ролями Кари Фостер в серіалі «Останній корабель» та Фібі у фільмі «Розлом Сан-Андреас».

## Біографія
Марісса Нейтлінг народилася в місті Лейк Освіго, штат Орегон у родині Джой та Стенлі Нейтлінгів. У неї є молодша сестра Маккензі Нейтлінг (англ. Mackenzie Neitling). Закінчила середню школу в Лейк-Освіго у 2002 році, після чого продовжила навчання в Університеті Орегону. Вона навчалася за двома спеціальностями — математика та театральне мистецтво. Згодом здобула ступінь магістра акторської майстерності в «Єльській школі драми».

## Акторська кар'єра
Першою появою на телебаченні стала невелика роль в фільмі «The Go-Getter» у 2007 році. У 2011 році її запросили на гостьову роль у популярному серіалі «Противага».
Але по справжньому дебютною роллю стала роль лейтенанта Кари Фостер у серіалі «Останній корабель» на каналі TNT. У 2015 році, після того, як вона надіслала касету з прослуховуванням, її обрали на роль Фібі у фільмі Бреда Пейтона «Розлом Сан-Андреас».

## Фільмографія
| Рік       |    | Українська назва   | Оригінальна назва                                | Роль                           |
| --------- | -- | ------------------ | ------------------------------------------------ | ------------------------------ |
| 2007      | ф  |                    | The Go-Getter                                    |                                |
| 2011      | с  | Противага          | Leverage                                         | Крістіна Валада / Лейсі Бомонт |
| 2014—2018 | с  | Останній корабель  | The Last Ship                                    | Лейтенант Кара Фостер          |
| 2014      | мс |                    | The Last Ship Prequel: Dr. Scott's Video Journal | Лейтенант Кара Фостер          |
| 2015      | ф  | Розлом Сан-Андреас | San Andreas                                      | Фібі                           |
| 2016      | кф |                    | Mysterious Ways                                  | Джені                          |
| 2018      | с  | Елементарно        | Elementary                                       | Ніна Хаджинс                   |
| 2018—2019 | с  | Державний секретар | Madam Secretary                                  | Аннелі Де Рунноу               |
| 2021      | ф  |                    | The Last Words                                   | Лія                            |

## Цікаві факти
Марісса Нейтлінг — завзята вболівальниця орегонських качок.